# 1460 Haltia
1460 Haltia este un asteroid din centura principală, descoperit pe 24 noiembrie 1937, de Yrjö Väisälä.